# Tombstone (Arizona)
Tombstone és una població dels Estats Units a l'estat d'Arizona. Segons el cens del 2007 tenia 1.562 habitants.

## Demografia
Segons el cens del 2000, Tombstone tenia 1.504 habitants, 694 habitatges, i 419 famílies La densitat de població era de 135 habitants/km².
Dels 694 habitatges en un 20,2% hi vivien nens de menys de 18 anys, en un 47,6% hi vivien parelles casades, en un 7,9% dones solteres, i en un 39,5% no eren unitats familiars. En el 32,9% dels habitatges hi vivien persones soles el 15,3% de les quals corresponia a persones de 65 anys o més que vivien soles. El nombre mitjà de persones vivint en cada habitatge era de 2,17 i el nombre mitjà de persones que vivien en cada família era de 2,73.
Per edats la població es repartia de la següent manera: un 19,3% tenia menys de 18 anys, un 4,9% entre 18 i 24, un 19,9% entre 25 i 44, un 32,5% de 45 a 60 i un 23,3% 65 anys o més.
L'edat mediana era de 49 anys. Per cada 100 dones de 18 o més anys hi havia 91 homes.
La renda mediana per habitatge era de 26.571 $ i la renda mediana per família de 33.750 $. Els homes tenien una renda mediana de 26.923 $ mentre que les dones 18.846 $. La renda per capita de la població era de 15.447 $. Aproximadament el 13% de les famílies i el 17,4% de la població estaven per davall del llindar de pobresa.

## Poblacions més a prop
El següent diagrama mostra les poblacions més a prop.